# Schwendtner Mátyás
Schwendtner Mátyás, Matthias Schwendtner (Spittal, Karintia, 1712. október 12. – Buda, 1769. április 29.) Jézus-társasági áldozópap és hitszónok. 

## Életútja
1728. október 18-án Bécsben lépett be a jezsuita rendbe. Pappá szentelték 1740-ben Kassán. 1746. február 2-án tette le a negyedik fogadalmat (professzust) Millstattban. Csaknem egész életét a német egyházi szónoklatra fordította; hitszónok volt többek között Esztergomban, Budán, Besztercebányán, valamint Pozsonyban. 

## Munkája
- Syncharmaticon in adventum Excell. Domini constituti novi per Transilvaniam Praesulis per Idyllia instructum. Claudiopoli, 1742.